# Вікіпедія та російсько-українська війна (з 2022)

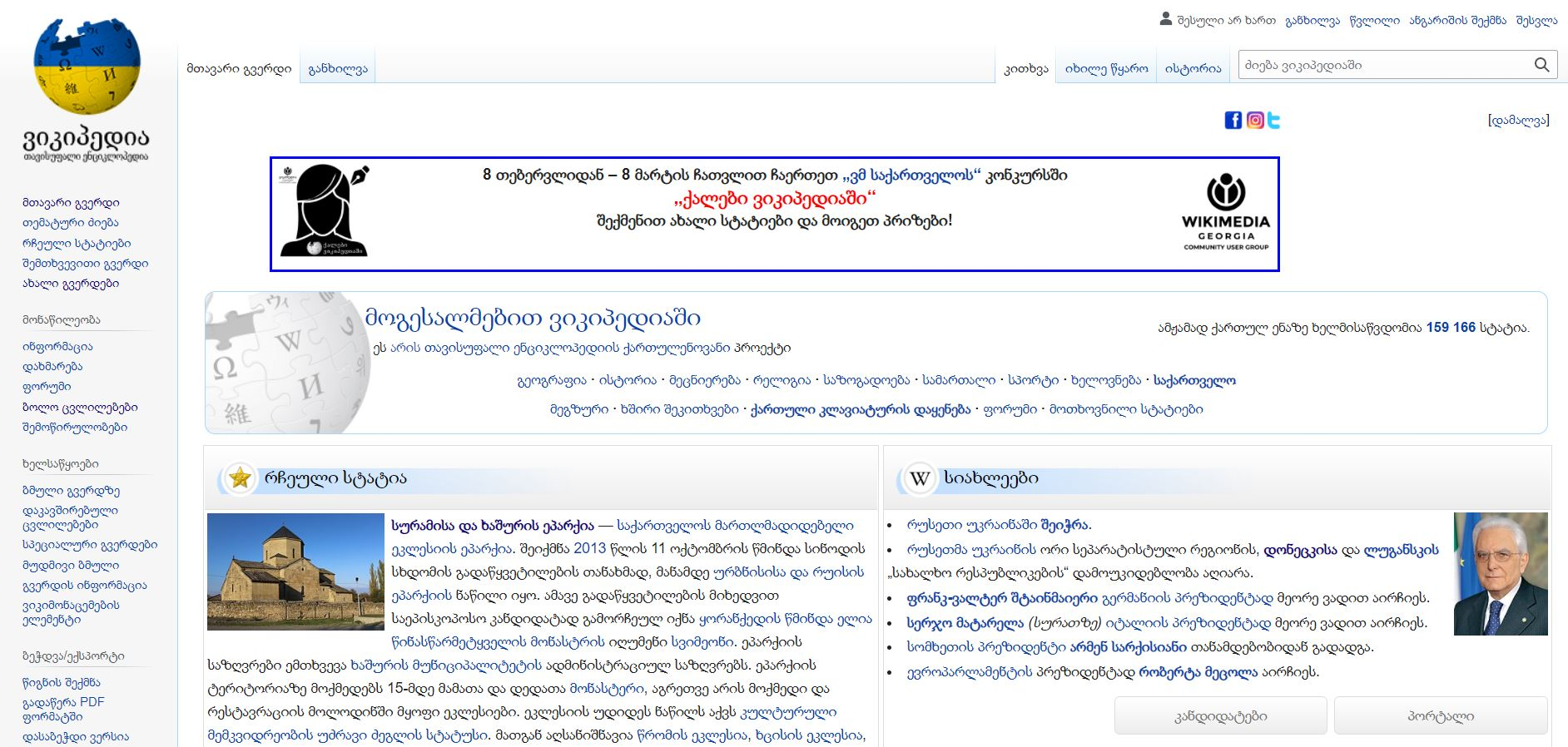
Головна сторінка Грузинської Вікіпедії у 2022

Російсько-українська війна у 2022 році широко висвітлюється у Вікіпедії багатьма мовами. Це висвітлення включає статті про саме́ вторгнення та пов'язані з ним теми, а також оновлення раніше наявних статей для висвітлення російського вторгнення. Висвітлення війни у Вікіпедії та інших проєктах Вікімедіа — і те, як спільнота волонтерів-редакторів досягла цього висвітлення — привернула значну увагу ЗМІ та урядів.

## Історія
Побоювання, що російський уряд блокує доступ до Вікіпедії в країні, привели до масового завантаження копій енциклопедії в Росії. Наприкінці лютого та на початку березня 2022 року найбільша кількість завантажень із серверів Kiwix була з Росії.
У Білорусі редактора російської Вікіпедії Марка Бернштейна заарештували після того, як він був доксований (з розкриттям його персональних даних) у зв'язку з редагуванням ним статті про російське вторгнення в Україну. У березні 2022 року проти нього відкрили кримінальну справу. Після арешту Марка Бернштейна арбітражні комітети російської та білоруської Вікіпедій ухвалили рішення приховувати всіх редакторів статей на військову тематику.
1 березня 2022 року російська Вікіпедія опублікувала фотографію російського урядового медіарегулятора Роскомнадзор, який погрожує заблокувати доступ до вебсайту в Російській Федерації через російськомовну статтю про російське вторгнення в Україну у 2022 році, стверджуючи, що стаття містить «незаконно поширену інформацію», в тому числі «повідомлення про численні втрати серед військовослужбовців Російської Федерації, а також цивільного населення України, у тому числі дітей.»
16 березня 2022 року Російське агентство правової та судової інформації (інформаційне агентство, засноване РИА Новости, Конституційним судом Російської Федерації, Верховним судом Російської Федерації та Верховним арбітражним судом Російської Федерації у 2009 році) опублікувало інтерв'ю Олександра Малькевича, заступника голови комісії з питань розвитку інформаційного суспільства, ЗМІ та масових комунікацій Громадської палати Російської Федерації. У цьому інтерв'ю Малькевич сказав, що Вікіпедія (як російська, так і інші) стає «плацдармом для інформаційної війни проти Російської Федерації». Він також заявив, що російські правоохоронні органи виявили тринадцять осіб, які займалися «політично ангажованим редагуванням» статей Вікіпедії, і близько 30 тисяч блогерів, які «брали участь в інформаційній війні проти Росії».
Як пише «Новая газета», прокремлівські структури, пов'язані з Євгеном Пригожиним, активно займаються доксуванням «координаторів інформаційної атаки на Росію», зокрема редакторів Вікіпедії. Також «Новая газета» повідомляє, що співробітники Служби спеціального зв'язку Російської Федерації (підрозділу Федеральної служби охорони) намагаються поширювати прокремлівську пропаганду, редагуючи статті у Вікіпедії.
31 березня Роскомнадзор зажадав від Вікіпедії видалити будь-яку інформацію про вторгнення, яка «дезінформує» росіян, інакше їй може загрожувати штраф до 4 мільйонів рублів (приблизно 49 000 доларів або 47 000 доларів США).
У квітні 2022 року East StratCom Task Force виявило, що чотири проросійські дезінформаційні новини були згадані у принаймні 625 статтях Вікіпедії. Більшість цих посилань було в російській Вікіпедії (136 статей), арабській Вікіпедії (70), іспанській Вікіпедії (52), португальській Вікіпедії (45) та в'єтнамській Вікіпедії (32). Англійська Вікіпедія видалила більшість посилань на ці видання.
У квітні-травні 2022 року російська влада внесла кілька статей із Вікіпедії до списку заборонених сайтів. До списку увійшли статті англійської Вікіпедії 2022 Russian invasion of Ukraine, Rashism, кілька статей російської Вікіпедії, присвячених військовим діям і військовим злочинам під час російсько-української війни, а також 2 розділи російської статті про Володимира Путіна.
У травні 2022 року Фонд Вікімедіа оштрафували на 5 мільйонів рублів за статті про російське вторгнення в Україну. Росія стверджувала, що виявила 16,6 мільйона повідомлень, що поширюють «фейки» про вторгнення на платформах, включаючи Вікіпедію. У червні Фонд Вікімедіа оскаржив це рішення, заявивши, що це «спірна інформація заснована на фактах і перевірена волонтерами, які постійно редагують і покращують статті на сайті; тому її видалення означатиме порушення прав людей на вільне вираження поглядів і доступ до знань».
20 липня 2022 року через відмову Вікіпедії видалити статті про російсько-українську війну Роскомнадзор зобов'язав пошукові системи позначити Вікіпедію як порушницю законів Росії.
1 листопада 2022 року російський суд оштрафував Фонд Вікімедіа на 2 мільйони рублів за те, що він не видалив дві статті російської Вікіпедії.
28 лютого 2023 року московський суд оштрафував Фонд Вікімедіа на 2 мільйони рублів за невидалення статей про дві бригади російської армії та за поширення нібито недостовірної інформації про діяльність російської армії в Харкові, Лисичанську та Маріуполі під час вторгнення.
6 квітня 2023 року той же суд оштрафував Фонд на 800 тисяч рублів за те, що він не видалив тексти кількох пісень рок-гурту «Психея», які включені до Федерального списку екстремістських матеріалів.
13 квітня 2023 року цей же суд оштрафував Фонд ще на 2 мільйони рублів за невидалення російськомовної статті про російську окупацію Запорізької області.
24 травня 2023 року багаторічний директор «Вікімедіа РУ» Володимир Медейко оголосив про створення російської інтернет-енциклопедії Рувікі. Запущена в липні 2023 ця енциклопедія є повною копією російської Вікіпедії на той час, за виключенням статей, що суперечать сучасній російській ідеології. Тож проєкт називають прокремлівським та дружнім до Путіна клоном Вікіпедії.
19 грудня 2023 року директор «Вікімедіа РУ» Станіслав Козловський у зв'язку з планами визнати його іноземним агентом заявив про закриття організації, готуються документи щодо її ліквідації.

## Вікіпедисти, що загинули внаслідок російського вторгнення
14 березня 2022 року під час супроводу іноземних журналістів у селі Горенка Бучанського району Київської області, внаслідок ворожого обстрілу з БМ-21 «Град» загинув український громадський і політичний діяч, історик, ідеолог Азовського руху і вікіпедист Микола Кравченко. Микола дописував до україномовного розділу з липня 2019 року під ніком Микола Кравченко. Створив майже сто статей.
24 березня 2022 року російські військовики викрали українського письменника та вікіпедиста Володимира Вакуленка із окупованого ними села Капитолівка, Ізюмського району, Харківської області. 12 травня 2022 року росіяни звернулись до місцевих мешканців з вимогою поховати тіло письменника. Після звільнення від росіян Ізюму, у місті виявили місце масового поховання. Серед 400 загиблих там був виявлений і Володимир Вакуленко. У тілі знайдено дві кулі від пістолета Макарова. Володимир дописував до україномовного розділу з червня 2010 року під ніком Вакуленко-К. Володимир. Був автором 10 статей, що отримали статус доброї.
28 березня 2024 року поблизу села Іванівське Бахмутського району Донецької області під час російського масового обстрілу загинув український історик, поет і
вікіпедист Юрій Лущай. 30 січня 2023 року він вступив до лав ЗСУ. Бився в Нью-Йорку біля Горлівки, під Андрієвкою, Кліщіївкою, Бахмутом, у Костянтинівці. У 2009 році Юрій зареєструвався в російськомовній Вікіпедії, з 2012 року активний учасник і патрульний, з 2018 року — адміністратор російськомовного розділу. Написав близько 300 статей. Неодноразово обирався до Арбітражного комітету. Писав під ніком Юрий Владимирович Л. В україномовному розділі почав редагувати з листопада 2010 року, започаткував 4 статті.
25 березня 2025 року під час виконання бойового завдання поблизу села Новоспаське Бахмутського району Донецької області загинув дописувач Вікіпедії Автоном Бунтар (позивний — Юзеф), який редагував Вікіпедію під власним іменем. Автоном не був дуже активним дописувачем, його першу створену статтю про вінницький гурт «The NiNeYa» взагалі вилучили, але він продовжував редагувати статті про музику.

## Відповіді з Вікіпедій
Українська Вікіпедія та Грузинська Вікіпедія змінили свої логотипи, щоб відобразити синьо-жовтий колір прапора України.
1 березня 2022 року Фонд Вікімедіа оприлюднив заяву, в якій закликав до «продовження доступу до вільних і відкритих знань» та «негайного та мирного вирішення конфлікту».